# طالب ثابت

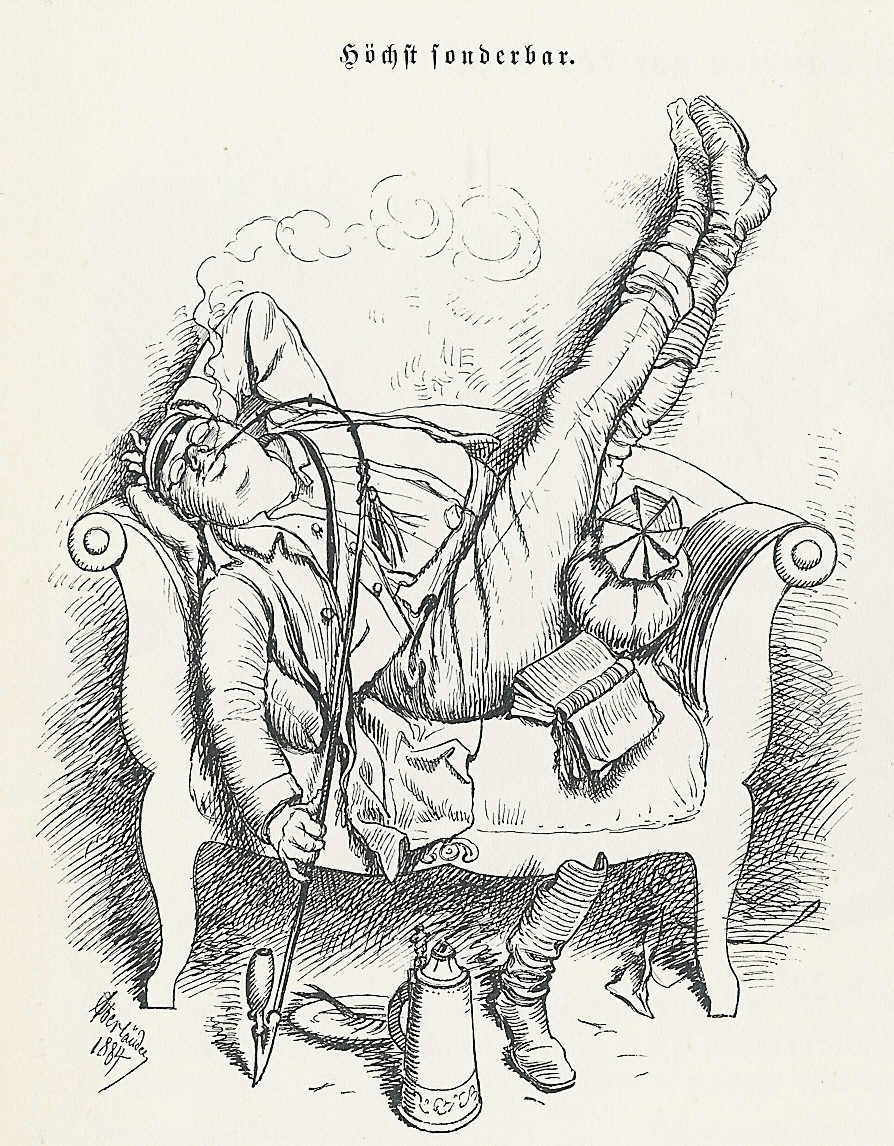

الطالب الدائم أو الطالب الذي يسلك مجرى الحياة العملية، هم الحضور في الكلية أو الجامعة الذين أعادوا الإنضمام إليها لعدة سنوات أكثر مما هو ضروري وذلك للحصول على درجة معينة، أو ليسعو إلى الحصول على عدة درجات نهائية أي حصولهم على أفضل درجة.

## أمثلة
التحق جوني ليكنر بجامعة ويسكونسن-وايت ووتر من 1994 إلى 2005 على الأقل. حيث كان من المقرر أن يتخرج في عام 2008 مع العديد من التخصصات والقاصرين، لكنه اتم دراسته حتى الخامسة عشرة في الكلية.
بنجامين بولجر ، الذي حصل على أول شهادة لمدة أربع سنوات من جامعة ميشيغان ، يدعي أنه ثاني أكثر الطلاب اعتمادًا في التاريخ الحديث، بأربع عشرة درجة.
مايكل نيكولسون حاصل على 30 درجة، منها 19 درجة ماجستير ودكتوراه واحدة.
كان ميلتون دي هيسوس طالبًا في جامعة بورتوريكو منذ عام 1963 ، وأجرت صحيفة مقابلة مع دي هيسوس مؤخرًا، وذلك نظرًا لأنه الطالب الوحيد في الحرم الجامعي الذي يمكنه إجراء مقارنات بين إضرابات الطلاب لعام 2010 وسبعينيات وثمانينيات وتسعينيات القرن الماضي، وإضرابات عام 2005. إنّه ليس من المؤكد ما إذا كان لديه شهادة.
حصل بورس بيري بين الأعوام (1940 إلى 2014) ، على شهادته الأولى من جامعة مانشستر في عام 1963 وذلك لكونه المعروف حارس عبور مدرسة بعد تقاعده من مهنة بما في ذلك ترجمة المستندات الفنية لـ أجفا جفير، والعمل في مكتب البريد، والتدريس، ، واستمر للدراسة من السبعينيات فصاعدًا. وحصل على العديد من درجات البكالوريوس والماجستير (من جامعات مختلفة بما في ذلك ليدز ويورك وجامعة نورماندي، كاين) ، وكذلك درجة الدكتوراه من جامعة ليدز متروبوليتان ؛ توفي قبل حصوله على الدرجة الثانية عشرة من درجة دكتوراه أخرى. كان يجيد عدة لغات، وكان أيضًا زميلًا في معهد تشارترد للغويين.

## التصوير في وسائل الإعلام
روي فيلم ڤان وايلدر للمخرج الوطني لامبون المنتج عام 2002 عن قصة ڤان وايلدر، وهو طالب شهير التحق بالكلية لمدة سبع سنوات، وليس لديه خطط للتخرج.
شخصية لين سيرسي التي لا تزال في المدرسة وتتلقى العديد من درجات الدراسات العليا، والتي كانت جزءًا من برنامج (جيرل فريندز) التابع لـ(سي دبليو نيتورركس)
ذا لايبرينين: عبارة عن سلسلة من الأفلام المصممة للتلفزيون، وكانت بطولة نوح وايل بأنه طالب دائم ويصبح بعدها أمين مكتبة يحمي مجموعة سرية من القطع الأثرية.
ديان، من الكوميديا التلفزيونية تشيرز.
شخصية دالجيت («دي جي») من فيلم بوليوود 2006 رانج دي باسانتي.
شخصية بيتر تروفيموف في أنتون تشيكوفز في ذا تشيري اوركارد
رينسويند، بطل الرواية للعديد من كتب تيري براتشيت.
فيكتور توجلباند، بطل فيلم موڤنج بيكتشرز، وهي رواية أخرى لـ براتشيت، لديه صندوق ائتماني يدعمه هو وحده فقط حتى يتخرج أو يحصل على درجة منخفضة جدًا في الامتحان. وهكذا، حقق فيكتور مهنة من خلال التسجيل بين الرسوب والتخرج في كل اختبار.

## دراسات اضافية
*Kalamatianou, A. McLean, S. (2003). “The Perpetual Student: Modeling Duration of Undergraduates Studies Based on Lifetime-Type Educational Data”, ''Lifetime Data Analysis'', 9: 311–330.
*Kalamaras, D. Kalamatianou, A. (2006). “Life table methods for the duration of studies: further results”, ''Proceeding of 9th Young Statistician Meeting'', 24.